# 싱가포르의 고속도로

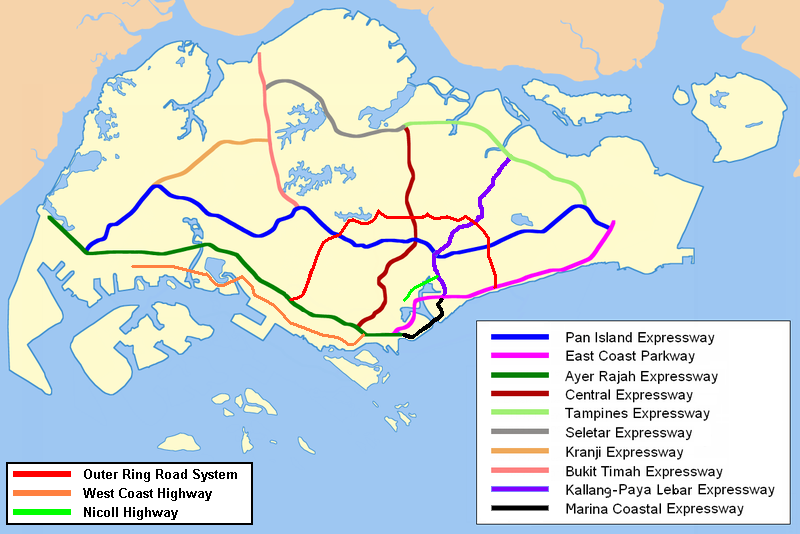
싱가포르의 고속도로 노선도

싱가포르 고속도로의 심볼

싱가포르의 고속도로는 자동차전용도로로, 1966년에 판 아일랜드 익스프레스웨이가 개통한 것이 시작이다. 표기는 하이웨이(Highway)이 아니라 익스프레스웨이(Expressway)이며, 통상 각각의 고속도로명을 생략해서 3개 문자의 알파벳으로 불린다. 총거리는 186.4 km이다. 요금은 기본적으로는 무료이지만 일부의 도시부를 통하는 구간만 정체를 완화할 목적에서 일반의 도로와 같이 ERP에서 요금을 징수한다. 육상교통청에서 관리한다.

## 역사
1966년 판 아일랜드 익스프레스웨이가 개통

## 말레이시아와 접속
섬나라인 싱가포르는 이웃나라인 말레이시아 사이에 다리가 놓여 있어, 싱가포르의 고속도로도 말레이시아의 고속도로망과 연결되어 있다. 연결되어 있는 곳은 2군데이며, 북부의 부킷 티마 익스프레스웨이(BKE : Bukit Timah Expressway)에서 조호-싱가포르 코즈웨이(다리)를 통해 말레이시아의 스쿠타이 하이웨이(Skudai Highway)에 들어가는 방법과 서부의 아이어 라자 익스프레스웨이(AYE : Ayer Rajah Expressway)에서 말레이시아-싱가포르 세컨드 링크(다리)를 통해서 말레이시아의 세컨드 링크 익스프레스웨이(Second Link Expressway)에 들어가는 방법이 있다. 어느쪽의 경우에도 싱가포르 측에서 출국 심사를 하고, 다리를 건넌 다음 말레이시아 측에서 입국 심사를 받는다. 또 말레이시아에서 싱가포르로 입국할 때는 모두 반대의 순서가 된다.

## 아시안 하이웨이 관련
싱가포르의 일부 고속도로 노선 중 ,  등이 싱가포르에 일부 공유하고 있으며, 다리를 건너 조호르바루에서는 과도 연결 가능하다.

## 고속도로 목록
현재 싱가포르에서는 11개의 고속도로가 있다.
- 아이어 라자 익스프레스웨이 (AYE:Ayer Rajah Expressway)
- 부킷 티마 익스프레스웨이 (BKE:Bukit Timah Expressway)
- 센트럴 익스프레스웨이 (CTE:Central Expressway)
- 이스트 코스트 파크웨이 (ECP:East Coast Parkway)
- 칼랑-파야레바 익스프레스웨이 (KPE:Kallang-Paya Lebar Expressway)
- 크란지 익스프레스웨이 (KJE:Kranji Expressway)
- 판 아일랜드 익스프레스웨이 (PIE:Pan Island Expressway)
- 셀레타 익스프레스웨이 (SLE:Seletar Expressway)
- 탐피네스 익스프레스웨이 (TPE:Tampines Expressway)
- 마리나 코스탈 익스프레스웨이 (MCE:Marina Coastal Expressway)
- 노스-사우스 커리더 (NSC:North–South Corridor)